# Lasioglossum supranitens
Lasioglossum supranitens är en biart som först beskrevs av Cockerell 1919.  Lasioglossum supranitens ingår i släktet smalbin, och familjen vägbin. Inga underarter finns listade i Catalogue of Life.